# Sylwia Badora
Sylwia Krystyna Badora – polska pedagog, dr hab., profesor nadzwyczajny Instytutu Pedagogiki i Psychologii Wydziału Pedagogicznego i Artystycznego Uniwersytetu Jana Kochanowskiego w Kielcach i Wydziału Nauk Społecznych i Humanistycznych Państwowej Uczelni Zawodowej im. prof. Stanisława Tarnowskiego w Tarnobrzegu.

## Życiorys
W 2002 uzyskała stopień doktora habilitowanego. Awansowała na stanowisko adiunkta w Zakładzie Pedagogiki Opiekuńczo-Wychowawczej Wyższej Szkole Pedagogicznej w Częstochowie.
Została zatrudniona na stanowisku profesora w Instytucie Nauk Pedagogicznych na Wydziale Historycznym i Pedagogicznym Uniwersytetu Opolskiego.
Była profesorem nadzwyczajnym na Wydziale Nauk Społecznych i Humanistycznych Państwowej Uczelni Zawodowej im. prof. Stanisława Tarnowskiego w Tarnobrzegu, oraz w Instytucie Pedagogiki i Psychologii na Wydziale Pedagogicznym i Artystycznym Uniwersytetu Jana Kochanowskiego w Kielcach.